# Fryderyk II Badeński
Fryderyk II Badeński (niem. Friedrich II. Wilhelm Ludwig Leopold August, genannt Fritz, Großherzog von Baden, ur. 9 lipca 1857 w Karlsruhe, zm. 9 sierpnia 1928 w Badenweiler) – wielki książę Badenii od 28 września 1907 do 22 listopada 1918, gdy został zmuszony do abdykacji.

## Życiorys
Kształcenie syna wielkiego księcia Fryderyka I oraz Luizy Marii Elżbiety, księżnej von Hohenzollern powierzono najpierw prywatnemu nauczycielowi, przez co młody książę nie miał możliwości kontaktu ze swymi rówieśnikami. Aby mu ten kontakt umożliwić, został wysłany do gimnazjum w Karlsruhe, noszącego imię Wielkiego Księcia Fryderyka, gdzie wraz z 11 uczniami, pochodzącymi z najwyższych sfer, pobierał nauki. Książę Fryderyk pozostawał jednak wstydliwy i unikał kontaktów, jak też wykazywał niewielkie zainteresowanie nauką, którą mu chciano przekazać. Chociaż w pewnym okresie był zagrożony pozostaniem w tej samej klasie, udało mu się jednak w roku 1875 zdać egzamin maturalny, po czym w stopniu porucznika wstąpił do służby wojskowej do I. Badeńskiego Pułku Gwardii Przybocznej Grenadierów nr.109 w Karlsruhe. Ponieważ ta jednostka wchodziła w skład armii pruskiej, dziadek Fryderyka cesarz Wilhelm I, będący jednocześnie królem Prus, przybył do Karlsruhe, aby przyjąć go w szeregi armii.

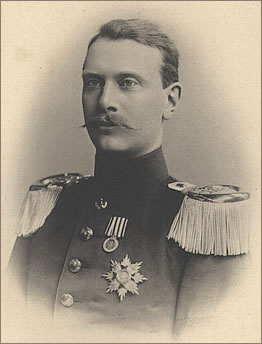
Erbgroßherzog Friedrich von Baden

W roku 1875 po odbyciu podróży do Rzymu i Sycylii, rozpoczął studia w Heidelbergu, gdzie studiował prawo, nauki polityczne oraz historię. Następnie kontynuował studia w Bonn, gdzie jego kolegą na uniwersytecie był o 2 lata młodszy kuzyn książę Wilhelm, późniejszy cesarz Wilhelm II. Potem od roku 1878 do 1879 studiował we Fryburgu Bryzgowijskim. Podobnie jak w okresie nauki szkolnej, tak i w czasie studiów unuwersyteckich nie wykazywał szczególnego zainteresowania nauką. W gruncie rzeczy nie studiował tak, jak jego pozostali uniwersyteccy koledzy, uczęszczał jedynie na wykłady. Jako przyszły następca tronu miał nabierać jak największego doświadczenia, w tym również na uniwersytecie, bez konieczności uzyskania tytułu akademickiego. W okresie studiów w Heidelbergu książę Fryderyk należał do korporacji Suevia Heidelberg.

## Kariera wojskowa
18 października 1880 książę Fryderyk wstąpił w szeregi armii pruskiej i rozpoczął służbę w 1. gwardyjskim pułku piechoty w Poczdamie. Po zawarciu związku małżeńskiego w 1885 został przeniesiony do V. badeńskiego pułku piechoty do Freiburga w Breisgau (część Badenii), od 1891 do 1893 służył w Berlinie, a potem do 1897 ponownie we Freiburgu. W roku 1897 został przez cesarza Wilhelma II mianowany dowódcą VIII korpusu w Koblencji, gdzie służył do 1901. W Koblencji pod rozkazami następcy tronu Fryderyka odbywał służbę między innymi Paul von Hindenburg w charakterze dowódcy sztabu. W roku 1902 wystąpił z armii, ponieważ jako następca tronu musiał wspomagać w rządzeniu starego wielkiego księcia w Karlsruhe i nie chciał wypełnić życzenia cesarza Wilhelma II objęcia dowództwa 14. Korpusu Armii stacjonującego w Baden. Już po wycofaniu się z czynnej służby w armii książę Fryderyk został awansowany do stopnia generała broni oraz feldmarszałka. Względy zdrowotne uniemożliwiły mu udział w działaniach w okresie pierwszej wojnie światowej.
W 1908, po śmierci ojca, został kolejnym szefem Pułku Piechoty Nr 50.
Fryderyk w czasie swojej kariery wojskowej osiągał następujące stopnie:
- 1875: podporucznik
- 1881: porucznik
- 1882: kapitan
- 1884: major
- 1889: pułkownik
- 1891: generał major
- 1893: generał porucznik
- 1897: Generał piechoty
- 1905: Generał pułkownik w randze feldmarszałka

## Małżeństwo
20 września 1885 książę Fryderyk poślubił księżniczkę Hildę Charlottę Wilhelminę, księżniczkę Nassau. Ślub odbył się na zamku Hohenburg koło Lenggries, jednej z posiadłości rodu Nassau. Hilda była najmłodszą córką księcia Luksemburga Adolfa I, którego księstwo zostało w roku 1866 po wojnie prusko-austriackiej anektowane przez Prusy. Ślub córki Adolfa z krewnym z rodu Hohenzollern było przyczyną braku sprzeciwu ze strony Berlina, gdy ten w roku 1890 został wielkim księciem Luksemburga. Małżeństwo Fryderyka i Hildy pozostało bezdzietne, nigdy też nie udało im się z powodu nieśmiałości obojga osiągnąć takiej popularności, jaką cieszyli się wielki książę Fryderyk I i wielka księżna Luiza.

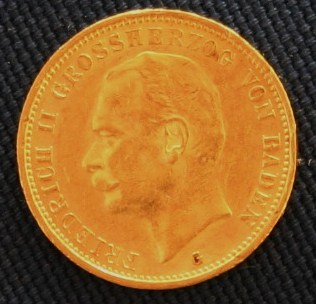
20 złotych marek z 1911 roku z portretem Fryderyka II

## Regencja i osobiste rządy
Fryderyk już w listopadzie 1881 do października 1882 sprawował regencję, ponieważ jego ojciec był wtedy ciężko chory na tyfus. Rządy w państwie przejął 28 września 1907 roku po śmierci ojca Fryderyka I. W dużej mierze kontynuował liberalną politykę swego ojca. Na czasy jego rządów przypadają założenie Wyższej Szkoły Handlowej w Mannheim, na bazie której powstał uniwersytet w Mannheim (1908) oraz dobudowa skrzydła bocznego galerii w muzeum sztuki (Kunshalle) w Karlsruhe (1909), która była już zaplanowana przez jego ojca i miała być poświęcona twórczości Hansa Thomy.
Pracami jego rządu kierowali minister stanu Alexander von Dusch (1905-1917) oraz Heinrich von Bodman (1917–1918). Po dymisji Bodmana 10 listopada 1918 doszło do utworzenia ostatniego rządu za czasów Fryderyka II pod kierownictwem socjaldemokraty Antona Geißa, na którego mianowanie książę nie miał wpływu. Po tym, jak przed zamkiem w Karlsruhe zaczęło dochodzić do strzelaniny, Fryderyk przeniósł się najpierw na zamek Zwingenberg. W dniu 22 listopada 1918 roku na zamku Langenstein koło Eigeltingen w Hegau podpisał dokument, w którym zrezygnował z tronu badeńskiego. W dokumencie abdykacyjnym napisał:
"Nie chcę być przeszkodą w tworzeniu nowego systemu państwowego w kraju badeńskim, który ustanowi zgromadzenie ustawodawcze. Moim życzeniem jest […], aby urzędnicy w interesie zachowania spokoju, porządku oraz bezpieczeństwa nadal sprawowali swe obowiązki, i ażeby nikt mając na względzie moją osobę lub też wierność i przywiązanie do mnie i mojego domu nie powstrzymywał się przed wypełnianiem poleceń nowego rządu. Boże, chroń moją ukochaną Badenię!"

## Ostatnie lata
Po abdykacji Fryderyk II wraz z Hildą zamieszkiwał najpierw na zamku Langenstein, gdzie gościny udzielał mu hrabia Robert Douglas, a w roku 1920 przeprowadził się do Fryburga. W kolejnych latach prawie całkowicie utracił wzrok i jeździł na kuracje co najwyżej do Baden albo Badenweiler. Został pochowany w książęcej kaplicy grobowej w Ogrodzie Bażancim (Fasanengarten) w Karlsruhe.

## Odznaczenia
W 1910:
- Wielki Mistrz Orderu Wierności (Badenia)
- Wielki Mistrz Orderu Zasługi Wojskowej Karola Fryderyka (Badenia)
- Wielki Mistrz Orderu Bertholda I (Badenia)
- Wielki Mistrz Orderu Lwa Zeryngeńskiego (Badenia)
- Order Orła Czarnego z łańcuchem (Prusy)
- Krzyż Wielki Orderu Orła Czerwonego (Prusy)
- Wielki Komandor Orderu Królewskiego Hohenzollernów (Prusy)
- Krzyż Honorowy I Klasy Orderu Książęcego Hohenzollernów (Hohenzollern-Sigmaringen)
- Order Świętego Huberta (Bawaria)
- Order Korony Rucianej (Saksonia)
- Krzyż Wielki Orderu Korony (Wirtembergia)
- Krzyż Wielki Orderu Ludwika (Hesja)
- Krzyż Wielki Orderu Korony Wendyjskiej w rudzie (Meklemburgia)
- Krzyż Wielki Orderu Sokoła Białego (Saksonia-Weimar)
- Krzyż Wielki Orderu Domowego i Zasługi (Oldenburg)
- Krzyż Wielki Orderu Henryka Lwa (Brunszwik)
- Krzyż Wielki Orderu Ernestyńskiego (Księstwa Saksońskie-Ernestyńskie)
- Order Domowy Nassauski Lwa Złotego (Luksemburg)
- Order Alberta Niedźwiedzia (Anhalt)
- Krzyż Zasługi I Klasy (Waldeck)
- Krzyż Honorowy I Klasy Orderu Domowego Lippeńskiego (Schaumburg-Lippe)
- Krzyż Wielki Orderu Leopolda (Belgia)
- Krzyż Wielki Orderu Krzyża Południa (Brazylia)
- Order Słonia (Dania)
- Krzyż Wielki Orderu Wiktoriańskiego (Wielka Brytania)
- Order Annuncjaty (Włochy)
- Krzyż Wielki Orderu Lwa Niderlandzkiego (Holandia)
- Krzyż Wielki Orderu Świętego Stefana (Austro-Węgry)
- Order Karola I z łańcuchem (Rumunia)
- Krzyż Wielki Orderu Gwiazdy (Rumunia)
- Order Serafinów (Szwecja)
- Order Świętego Andrzeja (Imperium Rosyjskie)
- Krzyż Wielki Orderu Świętego Olafa (Norwegia)
- Medal Fryderyka i Ludwiki (Badenia)
- Medal Pamiątkowy Złotego Jubileuszu Wesela Fryderyka I i Ludwiki (Badenia)
- Krzyż Odznaki za Służbę (Prusy)
- Medal Pamiątkowy Cesarza Wilhelma (Prusy)
- Medal Pamiątkowy Srebrnego Wesela Niemieckiej Pary Cesarskiej (Prusy)
- Krzyż Jubileuszowy Wojskowy (Austro-Węgry)

## Genealogia
| Wywód przodków Fryderyk II Badeński | Wywód przodków Fryderyk II Badeński                                                                 | Wywód przodków Fryderyk II Badeński                                                                 | Wywód przodków Fryderyk II Badeński                                                                 | Wywód przodków Fryderyk II Badeński                                                                 | Wywód przodków Fryderyk II Badeński                                                                            | Wywód przodków Fryderyk II Badeński                                                      | Wywód przodków Fryderyk II Badeński                                                                           | Wywód przodków Fryderyk II Badeński                                                                           |
| ----------------------------------- | --------------------------------------------------------------------------------------------------- | --------------------------------------------------------------------------------------------------- | --------------------------------------------------------------------------------------------------- | --------------------------------------------------------------------------------------------------- | --- | ---------------------------------------------------------------------------------------- | --- | --- |
| Prapradziadkowie                    | Fryderyk (Baden-Durlach) (1703–1732) ∞ 1727 Anna von Nassau-Dietz-Oranien (1710–1777)               | Ludwik Geyer von Geyersberg (1727–1780) ∞ 1756 Maximiliane Christiane von Sponeck (1730-1804)       | Król Gustaw III (1746-1792) ∞ 1766 Zofia Magdalena Oldenburg (1746-1813)                            | Karol Ludwik Badeński (1755–1801) ∞ 1774 Amalia Fryderyka Hessen-Darmstadt (1754-1832)              | Wielki Książę Karol II Mecklenburg-Strelitz (1741–1816) ∞ 1768 Fryderyka Karolina Hessen-Darmstadt (1752–1782) | Król Fryderyk Wilhelm II (1744–1797) ∞ 1769 Fryderyka Luiza Hessen-Darmstadt (1751–1805) | Wielki Książę Karol August (Sachsen-Weimar-Eisenach) (1757–1828) ∞ 1775 Luizavon Hessen-Darmstadt (1757–1830) | Car Paweł I (1754–1801) ∞ 1776 Maria Fiodorowna (1759–1828)                                                   |
| Pradziadkowie                       | Wielki Książę Karol Fryderyk Badeński (1728–1811) ∞ 1787 Luiza Karolina von Hochberg (1768–1820)    | Wielki Książę Karol Fryderyk Badeński (1728–1811) ∞ 1787 Luiza Karolina von Hochberg (1768–1820)    | Król Gustaw IV Adolf (1778−1837) ∞ 1797 Fryderyka Dorota Badeńska (1781−1826)                       | Król Gustaw IV Adolf (1778−1837) ∞ 1797 Fryderyka Dorota Badeńska (1781−1826)                       | Król Fryderyk Wilhelm III (1770–1840) ∞ 1793 Luiza Pruska (1776–1810)                                          | Król Fryderyk Wilhelm III (1770–1840) ∞ 1793 Luiza Pruska (1776–1810)                    | Wielki Książę Karol Fryderyk (Sachsen-Weimar-Eisenach) (1783–1853) ∞ 1804 Maria Pawłowna Romanowa (1786–1859) | Wielki Książę Karol Fryderyk (Sachsen-Weimar-Eisenach) (1783–1853) ∞ 1804 Maria Pawłowna Romanowa (1786–1859) |
| Dziadkowie                          | Wielki Książę Leopold Badeński (1790–1852) ∞ 1819 Zofia Wilhelmina von Holstein-Gottorp (1801–1865) | Wielki Książę Leopold Badeński (1790–1852) ∞ 1819 Zofia Wilhelmina von Holstein-Gottorp (1801–1865) | Wielki Książę Leopold Badeński (1790–1852) ∞ 1819 Zofia Wilhelmina von Holstein-Gottorp (1801–1865) | Wielki Książę Leopold Badeński (1790–1852) ∞ 1819 Zofia Wilhelmina von Holstein-Gottorp (1801–1865) | Cesarz Wilhelm I (1797–1888) ∞ 1829 Augusta Sachsen-Weimar (1811–1890)                                         | Cesarz Wilhelm I (1797–1888) ∞ 1829 Augusta Sachsen-Weimar (1811–1890)                   | Cesarz Wilhelm I (1797–1888) ∞ 1829 Augusta Sachsen-Weimar (1811–1890)                                        | Cesarz Wilhelm I (1797–1888) ∞ 1829 Augusta Sachsen-Weimar (1811–1890)                                        |
| Rodzice                             | Wielki Książę Fryderyk I (1826–1907) ∞ 1856 Ludwika Maria Hohenzollern (1838–1923)                  | Wielki Książę Fryderyk I (1826–1907) ∞ 1856 Ludwika Maria Hohenzollern (1838–1923)                  | Wielki Książę Fryderyk I (1826–1907) ∞ 1856 Ludwika Maria Hohenzollern (1838–1923)                  | Wielki Książę Fryderyk I (1826–1907) ∞ 1856 Ludwika Maria Hohenzollern (1838–1923)                  | Wielki Książę Fryderyk I (1826–1907) ∞ 1856 Ludwika Maria Hohenzollern (1838–1923)                             | Wielki Książę Fryderyk I (1826–1907) ∞ 1856 Ludwika Maria Hohenzollern (1838–1923)       | Wielki Książę Fryderyk I (1826–1907) ∞ 1856 Ludwika Maria Hohenzollern (1838–1923)                            | Wielki Książę Fryderyk I (1826–1907) ∞ 1856 Ludwika Maria Hohenzollern (1838–1923)                            |
| Fryderyk II Badeński (1857–1928)    | | | | | |                                                                                          | | |